# Gebt dem Kaiser, was des Kaisers ist

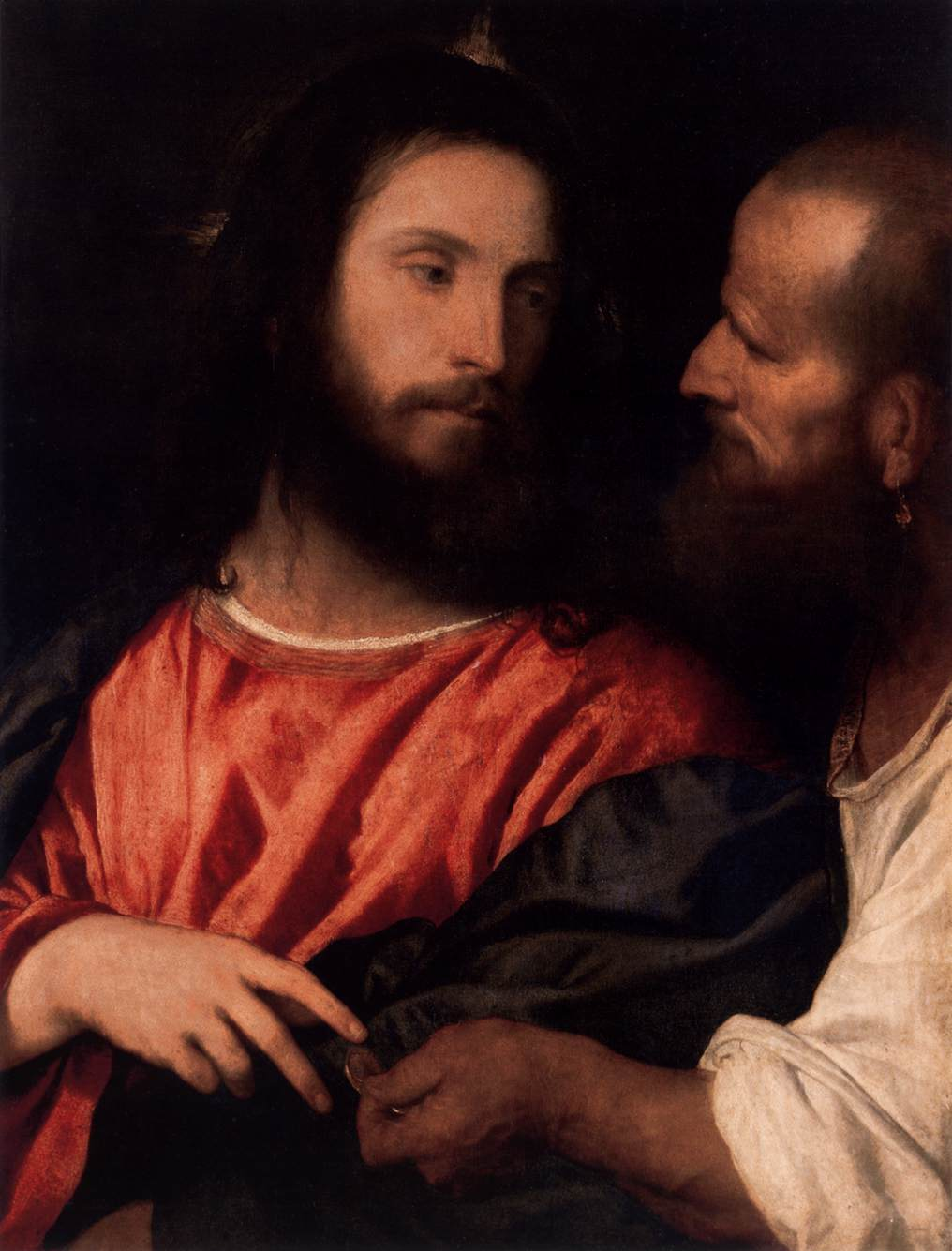
Der Zinsgroschen (Tizian)

„Gebt dem Kaiser, was des Kaisers ist, und Gott, was Gottes ist“ ist eine Jesus von Nazareth zugeschriebene Sentenz im Wortlaut der Lutherbibel (Matthäus 22,21). Im griechischen Original: ἀπόδοτε οὖν τὰ Καίσαρος Καίσαρι καὶ τὰ τοῦ θεοῦ τῷ θεῷ. Dieser Satz ist der Höhepunkt eines als Apophtegma geformten Schulgesprächs:
15 Da gingen die Pharisäer hin und hielten Rat, dass sie ihn fingen in seinen Worten, 16 und sandten zu ihm ihre Jünger samt den Anhängern des Herodes. Die sprachen: Meister, wir wissen, dass du wahrhaftig bist und lehrst den Weg Gottes recht und fragst nach niemand; denn du achtest nicht das Ansehen der Menschen. 17 Darum sage uns, was meinst du: Ist’s recht, dass man dem Kaiser Steuern zahlt, oder nicht? 18 Da nun Jesus ihre Bosheit merkte, sprach er: Ihr Heuchler, was versucht ihr mich? 19 Zeigt mir die Steuermünze! Und sie reichten ihm einen Silbergroschen. 20 Und er sprach zu ihnen: Wessen Bild und Aufschrift ist das? 21 Sie sprachen zu ihm: Des Kaisers. Da sprach er zu ihnen: So gebt dem Kaiser, was des Kaisers ist, und Gott, was Gottes ist! 22 Als sie das hörten, wunderten sie sich, ließen von ihm ab und gingen davon. (Mt 22,15–22 )

## Parallelstellen
Matthäus übernahm diesen Stoff aus dem Markusevangelium (Mk 12,13–17 ) und überarbeitete ihn stilistisch.
Auch Lukas übernahm den Stoff von Markus (Lukas 20,20–26 ). Er setzte folgende Akzente: Die Fragesteller sind „Leute […], die sich stellen sollten, als wären sie gerecht“ (V. 20); sie werden vorgeschickt von den Schriftgelehrten und Hohepriestern mit dem hier explizit genannten Plan, „damit man ihn (Jesus) überantworten könnte der Obrigkeit und Gewalt des Statthalters“ (ebd.).
Da das Matthäusevangelium sich schnell zum Hauptevangelium der römischen Kirche entwickelt hat, ist die Perikope „vom Zinsgroschen“ vor allem in der Matthäus-Fassung rezipiert worden.

## Auslegung des Jesusworts durch den Evangelisten Matthäus
Als Gegner Jesu treten die Pharisäer auf, die Matthäus dem Leser als geschlossene Gruppe präsentiert (zusammen mit den „Herodianern“, einer Gruppe, über die in der Forschung viel gerätselt wurde). Ihre Anrede ist betont höflich, soll aber nur dazu dienen, Jesus eine Falle zu stellen. Entweder stellt sich Jesus gegen die römische Besatzungsmacht und liefert selbst den Grund, ihn zu verhaften, oder er verliert Sympathien in der Bevölkerung. Jesus durchschaut ihren Plan, und seine verblüffende Antwort sichert ihm den Sieg in diesem Rededuell; die Gegner ziehen sich fürs erste zurück.

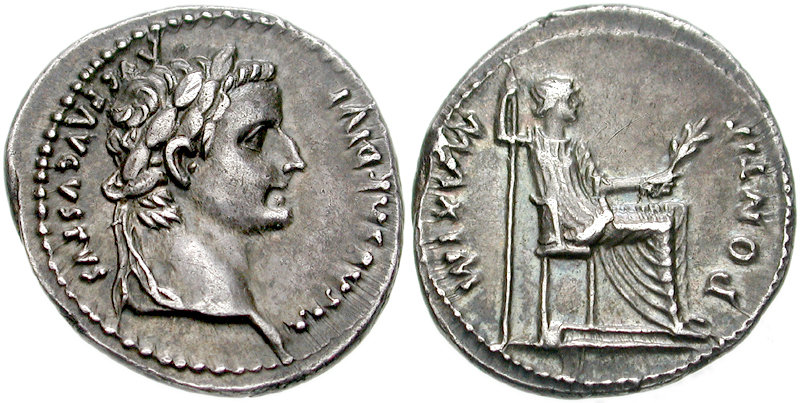
Silberner Denar des Tiberius. Meist nimmt man an, dass das Streitgespräch um eine solche Münze geführt wurde. Entsprechend überhöht sind die Preise, die Sammler für einen Zinsgroschen (tribute penny) zu zahlen bereit sind.

Die Aussageabsicht des Matthäus ist also, zu erzählen, wie die Pharisäer „eine Schlinge um Jesus ziehen und wie sie damit scheitern. Heutige Leser/innen der Perikope möchten dagegen in erster Linie wissen, welche Bedeutung der Text für die Frage nach dem Verhältnis der christlichen Gemeinde zum Staat hat.“

### Zeitgeschichtliches Kolorit
Als die Ethnarchie des Archelaos in eine römische Provinz umgewandelt wurde (6 n. Chr.), begannen die Römer mit der Registrierung der Bevölkerung zwecks Eintreibung der Grund- und Kopfsteuer. „Alle männlichen Mitglieder eines Haushaltes ab 14 Jahren und alle weiblichen ab 12 Jahren waren tributpflichtig, wobei wohl pro Kopf ein Denar jährlich zu entrichten war.“ Die Registrierung war von brutalen Verhören begleitet; als Reaktion auf diese Zwangsmaßnahmen gab es z: B. einen Aufstand unter Judas dem Galiläer.
Bei Unruhen in der einheimischen Bevölkerung war es römische Praxis, die lokale Oberschicht für die Eintreibung der Steuern in die Verantwortung zu nehmen. Aus Bemerkungen bei Flavius Josephus kann man schließen, dass das in Judäa kurz vor dem Ausbruch des Jüdischen Krieges auch so war. Doch ist ungewiss, ob diese Regelung schon zur Zeit des Jesus von Nazareth bestand.

### Mögliche Bedeutung bei Jesus von Nazareth
Man kann die Perikope daraufhin befragen, ob hier eine Erinnerung an die politische Positionierung des Jesus von Nazareth bewahrt wird. Es war eine explosive politische Lage, die letztlich in den jüdischen Aufstand gegen die römische Besatzung mündete.
Da ἀποδίδωμι apodídomi (im Zitat als Imperativ ἀπόδοτε apódote) ein terminus technicus für das Steuerzahlen ist, kann dem Wort im Munde Jesu kein tieferer Sinn beigelegt werden, als sei seine Meinung, die Steuer sei eine Rückerstattung dessen, was dem Kaiser gehört.

#### Eschatologische Deutung
Jesus hat nach Albert Schweitzers Deutung mit dem baldigen Anbrechen der Gottesherrschaft gerechnet; der römische Staat gehöre zu den widergöttlichen Mächten, die dann sowieso entmachtet sein werden. Daher versteht er die Antwort Jesu ironisch. Dieser Jesus ist politisch desinteressiert:
„Was er [Jesus] über den Staat denkt, liegt klar ausgesprochen in seiner Antwort auf die Frage nach dem Zinsgroschen, da die Pharisäer ihn fangen wollten (Mark. 12). Gebt dem Kaiser, was des Kaisers ist, und Gott, was Gottes ist, das heißt: Religion und Staat haben nichts miteinander zu tun. Wie wollt ihr göttliche Macht und irdische Gewalt zusammenspannen?“
Ähnlich versteht Klaus Wengst die Haltung Jesu: als armer Wanderradikaler stellt sich für ihn die Geldfrage gar nicht mehr.

#### Jesus nimmt eine vermittelnde Position ein
Nach dieser Deutung distanziert sich Jesus von der Zelotenbewegung, ohne sich aber mit der Sache Roms gemein zu machen. Er steuert einen Mittelweg, indem er durch seine Gesprächsführung die Fragesteller auf ihre eigene Inkonsequenz hinweist: sie partizipieren ja am römischen Wirtschaftssystem, da sie römische Münzen in der Tasche haben.

#### Jesus sympathisiert mit der Sache der Zeloten
Indem im griechischen Text καί nicht als „und“, sondern als „aber“ gelesen wird, treten die Ansprüche des Staates und Gottes in einen Gegensatz: da Gott den ganzen Menschen fordert, hat der Kaiser keine Ansprüche mehr zu stellen. Diesem Satz hätte jeder Zelot zustimmen können. Die Perikope sei von den Synoptikern apologetisch entschärft worden, aber der schlichte Sinn, den die Zeitgenossen herausgehört hätten, sei: jede Steuerleistung an den Kaiser sei ein Akt der Illoyalität gegenüber JHWH; genau das habe Jesus auch gemeint.
Einer Übersetzung mit „aber“ stimmt Ulrich Luz grundsätzlich zu: „Es gibt zwar sprachlich keine Indizien, die erlaubten, καί anders als in seiner normalsten und verbreitetsten Bedeutung als «und» zu verstehen. Aber aus inhaltlichen Gründen ist καί nicht einfach additiv-anreihend, denn es verbindet inhaltlich völlig unvergleichliche Forderungen.“ Diesem Textverständnis folgt unter den deutschen Bibelübersetzungen nur die Gute Nachricht Bibel: »Dann gebt dem Kaiser, was dem Kaiser gehört, – aber gebt Gott, was Gott gehört!«

## Auslegung in der Alten Kirche

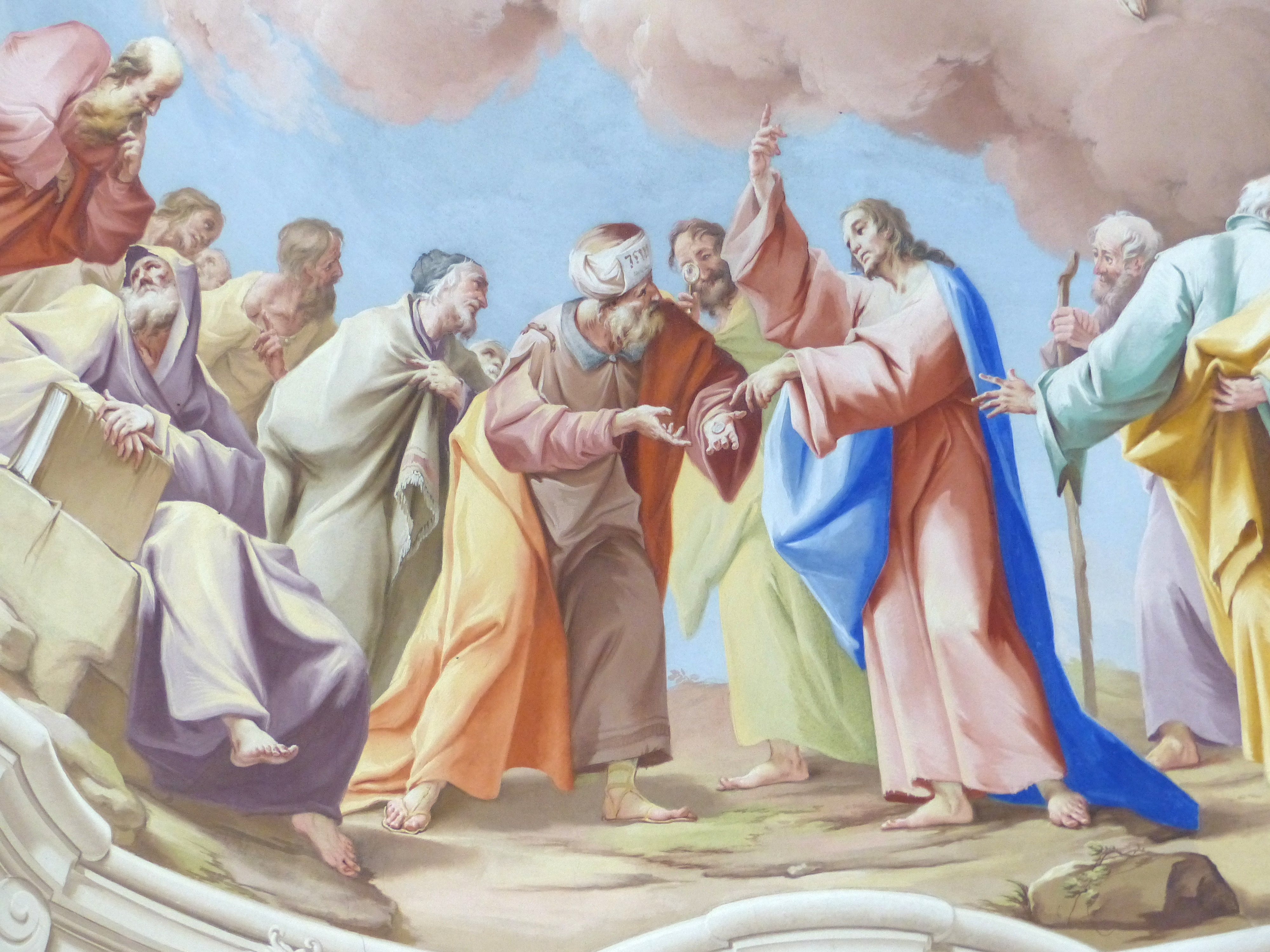
Jesus und der Zinsgroschen, Fresko (1744) von Paul Troger, Stiftsbibliothek Altenburg (NÖ)

### Tertullian
Eine noch heute ansprechende Deutung verdankt der Bibelleser Tertullian: Die Münze trägt das Ebenbild des Kaisers, darum gehört sie dem Kaiser; der Mensch ist das Ebenbild Gottes (1. Mose 1,27 ); darum gehört der Mensch Gott. 
„Man muss aber dem Kaiser geben, was des Kaisers ist.“ – Zum Glück steht dabei: „Und Gott, was Gottes ist“. Also was gebührt dem Kaiser? Natürlich das, um was es sich damals bei Stellung der Frage handelte, ob man dem Kaiser Tribut geben dürfe oder nicht. Deshalb verlangte der Herr auch, man solle ihm eine Münze zeigen, und fragte, wessen Bild das sei, und da er die Antwort bekam: „Des Kaisers“, sagte er: „Also gebt dem Kaiser, was des Kaisers ist, und Gott, was Gottes ist“, d. h. das Bild des Kaisers, welches sich auf der Münze findet, dem Kaiser, und das Ebenbild Gottes, das sich im Menschen findet, Gott, so dass du dem Kaiser dein Geld gibst, Gott aber deine Person. Andernfalls aber, wenn dem Kaiser alles gehört, was wird für Gott übrig bleiben?
Dass dies die Christen in den Gegensatz zum Staat bringen konnte, bis hin zum Martyrium, war für Tertullian und seine Zeitgenossen offensichtlich.

### Gnostische Neuinterpretation
Das Thomasevangelium (ThomEv) bietet in Logion 100 eine abweichende Fassung der Erzählung:
Sie zeigten Jesus eine Goldmünze und sprachen zu ihm: „Caesars Leute verlangen Steuern von uns.“ Er sprach zu ihnen: „Gebt, was Caesars ist, Caesar. Gebt, was Gottes ist, Gott. Und was mein ist, gebt mir.“
Die Situation ist neutral gehalten; die Fragesteller werden nicht als hinterlistig charakterisiert. Die vorgezeigte Münze spielt für den Ablauf des Gesprächs keine Rolle. Anachronistisch ist die Bezeichnung als Goldmünze, denn die Personalsteuern wurden von den Römern in Form von Silberdenaren eingezogen. Daraus ergibt sich, dass die Fassung des ThomEv gegenüber den Synoptikern sekundär ist, und entsprechend muss die Antwort Jesu interpretiert werden, die im ThomEv dreigliedrig ist, wobei das Gewicht auf dem Zusatz liegt: „Und was mein ist, gebt mir.“ Es werden also von drei Seiten Ansprüche an den Menschen gestellt: vom Staat, von Gott - und von Jesus. Dahinter steht eine Neuinterpretation des Stoffes durch die valentinianische Gnosis. Eine Aufschlüsselung verdanken wir Clemens von Alexandria (Eclogae 24,1-3): der Kaiser wird identifiziert (!) mit dem Schöpfergott, der als Demiurg im Gegensatz steht zu Christus, dem Erlöser. Um dieser Aussage willen sind die historischen, zeitgeschichtlichen Implikationen des Steuernzahlens im Leben des Jesus von Nazareth ausgeblendet worden.

## Auslegung in der Reformationszeit
Eine staatstragende Deutung der Perikope war schon in der Alten Kirche verbreitet. Für die Reformatoren ist die Perikope ein Anwendungsfall der Zwei-Reiche-Lehre. Da sie Predigttext am 23. Sonntag nach Trinitatis war, hatte Martin Luther öfter Gelegenheit, sie auszulegen; und die Quintessenz seiner Predigten zum Thema war, den Gehorsam gegenüber der Obrigkeit einzuschärfen. In der Haustafel zum Kleinen Katechismus wird Matthäus 22,21 gelistet unter der Überschrift: Was die Untertan der Obrigkeit zu tun schuldig sind.
Johannes Calvin betont, dass „keine äußerliche Unterwerfung uns hindern kann, daß innerlich unser Gewissen frei ist vor Gott.“
Der zweite Teil der Sentenz Jesu (gebt Gott, was Gottes ist), blieb bei den Reformatoren zwar in Geltung, aber alles Gewicht lag auf dem Einschärfen des Untertanengehorsams.

## Politische Theologie

### Im Deutschen Kaiserreich
Im Ersten Weltkrieg war die Perikope bei Feldpredigern beider Konfessionen beliebt. Das Bild des Kaisers auf dem Denar wurde zum Bild des friedfertigsten Herrschers, „das im Herzen aller deutschen Soldaten lebt“, so zitiert Joachim Gnilka einen Feldprediger.

### Die Erfahrung des Nationalsozialismus
Wenn die Vertreter der Zwei-Reiche-Lehre die Verbindung von Kaiserdienst und Gottesdienst recht unproblematisch als Sowohl-als-auch verstanden, sahen einige Exegeten nach 1945 hier eine radikale Alternative: Der Gehorsam gegenüber Gott kann im Gegensatz zu den Pflichten als Untertan stehen. Politische Theologie findet in Matthäus 22,21 einen Hinweis auf die Praxis des Jesus von Nazareth: Die Forderung des Staates kann „nur ein begrenztes Recht und eine relative Bedeutung“ für den Christen haben, so z. B. Wolfgang Schrage.

## Rezeption
Henrik Ibsen wählte das Jesuswort „Gebt dem Kaiser, was des Kaisers ist“ als Leitmotiv in seinem Drama Kaiser und Galiläer (Kejser og Galilæer, 1873).